# Антоніо Сеньї
Антоніо Сеньї (італ. Antonio Segni; 2 лютого 1891, Сассарі — 1 грудня 1972, Рим) — італійський державний і політичний діяч, двічі очолював італійський уряд, президент Італії в 1962–1964 роках, довічний сенатор.

## Життєпис
За освітою — юрист. Був одним із засновників Християнсько-демократичної партії, належав до її правого крила.
В 1944–1946 роках займає посаду заступника міністра, а в 1946–1951 роках — міністра сільського господарства Італії. Антоніо Сеньі був одним з авторів аграрної реформи («Закон Гулліт-Сеньі»), ініційованої селянським рухом в Італії. З липня 1955 і по травень 1957 року, а також з лютого 1959 по лютий 1960 року — прем'єр-міністр. У 1960–1962 роки — міністр закордонних справ. 6 травня 1962 обраний президентом Італії.
З 11 травня 1962 по 6 грудня 1964 — президент Італійської Республіки.
Обіймав правоцентристські позиції, виступав за зміцнення політичних і військових зв'язків Італії з НАТО. Пішов у відставку через хворобу.
З 6 грудня 1964 — довічний сенатор.
Помер 1 грудня 1972 в Римі.